# Rašovice (Vyškovi járás)
Rašovice település Csehországban, Vyškovi járásban. Rašovice Bučovice, Hodějice, Křižanovice, Heršpice és Mouřínov településekkel határos. Lakosainak száma 704 fő (2024. január 1.).

## Népesség
A település lakosságának változását az alábbi diagram mutatja:
| Lakosok száma | 674  | 766  | 896  | 865  | 768  | 667  | 691  | 690  | 688  | 704  |
|               | 1869 | 1890 | 1921 | 1950 | 1980 | 2001 | 2017 | 2019 | 2022 | 2024 |